# Bitstream charter
Bistream Charter es una familia tipográfica diseñada por Matthew Carter en 1987 para Bitstream Inc. Se trata de una fuente cuyo diseño se realizó pensando en las viejas impresoras de la década de 1980, que tenían una baja resolución. Hoy día sigue siendo una tipografía útil tanto para impresiones modernas como para usarse en pantallas y dispositivos móviles. Su trazado está basado en el trabajo del tipógrafo francés Pierre-Simon Fournier, aunque con líneas más simples.

### Licencia
En 1992, junto con su versión de Courier, Bitstream donó la fuente Charter al X Consortium bajo una licencia que permitía redistribuir los archivos originales de forma casi libre y hacer distintas versiones basadas en ellos. La licencia, traducida al español, es como sigue: 
(c) Copyright 1989-1992, Bitstream Inc., Cambridge, MA. Por la presente se le concede permiso, bajo los derechos de propiedad de Bitstream, para usar, copiar, modificar, subarrendar, vender y distribuir las 4 fuentes tipo 1 de Bistream Charter (c) y las 4 fuentes tipo 1 de Courier para cualquier propósito y sin restricción alguna; siempre y cuando este aviso se conserve intacto en toda copia de dichas fuentes, y que la marca registrada Bitstream sea declarada tal como se muestra a continuación en todas las copias sin modificar de las 4 fuentes tipo 1 de Charter. BITSTREAM CHARTER es una marca registrada de Bitstream Inc.
Gracias a este licencia, han aparecido distintas tipografías derivadas de la original, que modifican el trazado de las letras (como Charis de SIL) o amplían el conjunto de caracteres (como la versión de la ITC).